# 野井洋児
野井 洋児（のい ようじ）は、日本の作曲家、編曲家、キーボーディスト。三重県津市出身。フリーランス。

## 来歴
幼少より電子オルガンを習う。千葉大学時代は軽音楽系サークルでバンド活動に励む。同時期、スムース・ジャズ・ピアニストのデイヴィッド・ベノワに憧れ、ジャズ&ポピュラーピアノをマスターする。
大学卒業後、都内のジャズ&オールディーズバーの専属バンドのキーボーディストとして勤務する傍ら、作曲家を志す。インディーズレーベルで楽曲提供するなどの下積み期間を経て、短編OVA作品「GUNDAM EVOLVE」の「GUNDAM EVOLVE../MONTHLY THEME SONG February-March」（2005年3月9日発売）において、「終わらぬ未来」を作曲。メジャー・シーンでの作曲家デビューを果たす。
2006年4月には、BoAに提供した「七色の明日～brand new beat～」（作曲）がオリコン3位（デイリー1位）、同年の iTunes年間DLランキング10位に入り、紅白歌合戦でも歌唱される。2007年2月には、リア・ディゾン に提供した「Softly」（作曲、編曲）が、外国人アーティストでは史上初の、デビュー曲でのオリコントップ10入りを果たす。
その他、浜崎あゆみ、JUJU、中山優馬、NEWS、V6、AKB48、NMB48、日向坂46、22/7、≠ME、フィロソフィーのダンス、私立恵比寿中学、川畑要、マオ from SID、上戸彩、剛力彩芽、Little Glee Monster、クォン・サンウ、イ・スンギ、岩崎宏美、中森明菜、田原俊彦、寿美菜子、神谷浩史、アイドルマスター、黒子のバスケ関連、のんのんびより関連  etc…、　多様な音楽スタイルに対応し、様々なアーティストにコンスタントに楽曲提供している。歌心を大切にした曲作りを信条としている。
J-POPシーン以外でも、2007年にアニメ「北斗の拳」の主要キャラクター、ラオウの葬儀「昇魂式」の音楽制作や、神戸のスターブレインズインターナショナルスクールの校歌の制作を担当するなど、多方面で作編曲家として活動。
2007年から、東京スクールオブミュージック専門学校葛西校の講師として、後進の指導にも携わっている。
DAWは主にDP、Logic Proを使用。
CHAGE and ASKA、ASKAソロの楽曲分析には定評がある。

## 主な楽曲提供作品
- アイドリッシュセブン
  - ピタゴラス☆ファイター／二階堂大和（CV.代永翼）、和泉三月（CV.代永翼）、六弥ナギ（CV.江口拓也）（作曲・編曲）アルバム「i7」収録
- アイドルマスター ミリオンライブ!
  - 「瞳の中のシリウス」（作曲・編曲=共作）
    - アルバム「THE IDOLM@STER LIVE THE@TER PERFORMANCE 10」収録
    - ※ 編曲はDr. Lilcomとの共作

  - 「ホントウノワタシ」（作曲・編曲）
    - アルバム「THE IDOLM@STER LIVE THE@TER HARMONY 06」収録

  - 「夕風のメロディー」（作曲・編曲）
    - アルバム「THE IDOLM@STER LIVE THE@TER HARMONY 10」収録
- LeeSeunggi
  - 「温度」（作曲） アルバム「別れ話」収録
- 岩崎宏美
  - 「風の休日」（作曲）アルバム「Thanks」収録
  - 「カナリア」（作曲）アルバム「Thanks」収録
  - 「歌になりたい」（作曲）シングル「Thank You!」収録
- 上戸彩
  - 「1 million thanks」（作曲） アルバム「License」収録
  - 「つかまえて!」（作曲）アルバム「Happy Magic～スマイルプロジェクト～」収録
- AKB48
  - 「ひと夏の出来事」（作曲・編曲） シングル「センチメンタルトレイン」収録
- 8P
  - 「Maple Girl! Maple Boy／八代拓&ランズベリー・アーサー」（作曲・編曲）
    - ミニアルバム「CV:2」収録

  - 「Youthful Place／八代拓&千葉翔也」（作曲・編曲）
- NMB48
  - 「サヨナラ、踵を踏む人」（作曲・編曲）
    - シングル「ドリアン少年」収録
- 岡本信彦
  - 「Hello, Ms Sunshine」（作曲）
    - ミニアルバム「Parading」収録

  - 「Love Labyrinth」（作曲）
    - シングル「Melty Halloween」収録
- 奥田美和子
  - 「笑顔」（作曲） アルバム「君を想う」収録
- ガールズ&パンツァー
  - SUNNY GIRL／茅野愛衣（作曲・編曲）
    - シングル「『ガールズ&パンツァー』キャラクターソング2　武部沙織」収録
- 海蔵亮太
  - 「春つむぎ」（作曲・編曲）アルバム「Communication」収録
- 拡散性ミリオンアーサー
  - Only My Way／アーサー -技巧の場- 佐藤利奈（作曲・編曲）
    - シングル「拡散性ミリオンアーサー キャラクターソング 1 アーサー -技巧の場-」収録
    - シングルA面
- 加藤和樹
  - 「con・fu・sion～心の叫び～」（作曲・編曲） ミニアルバム「SPICY BOX」 収録
  - RISKY（編曲）  ミニアルバム「Addicted BOX」収録
- 柏木ひなた
  - Unhappy Sky（作曲）
- 神のみぞ知るセカイ　女神篇」（3期）
  - 秋色片想い／中川かのん starring 東山奈央（作曲）アルバム「Colors」収録
- 神谷浩史
  - 「エンジェルマン」（作曲・編曲） シングル「Such a beautify affair」収録
  - 「WALKIN' WALKIN'!」（作曲・編曲）ミニアルバム「ハレヨン」収録
- 川畑要（CHEMISTRY）
  - 「Half moon feat. 鈴木雅之」（作曲）シングルA面
- ガンダムSEEDデスティニー
  - 終わらぬ未来／川上次郎（作曲）シングル「GUNDAM EVOLVE../MONTHLY THEME SONG February-March」収録
- クォン・サンウ
  - 「Missing」（作曲）　ミニアルバム「Missing」収録
  - 「Tears for Love」（作曲）　ミニアルバム「Missing」収録
- 黒子のバスケ
  - We're just moving／小野賢章(作曲=共作)ミニアルバム「TVアニメ 黒子のバスケ SOLO MINI ALBUM Vol.1 「黒子テツヤ- Ignite Music - feat. 黄瀬涼太&高尾和也」収録　※ 作曲はDr. Lilcomとの共作
  - GO GO☆桐皇 feat.桜井良（CV.島崎信長）、桃井さつき（CV.折笠富美子）／諏訪部順一（作曲・編曲）　ミニアルバム「Vol.5 青峰大輝 -Formless Beat-」収録
- 剛力彩芽
  - 「ひとつだけ」（作曲、ボーカル・ディレクション）アルバム「剛力彩芽」収録
- 寿美菜子
  - 「ココロスカイ」（作曲・編曲）　シングルA面
- 櫻倉レオン
  - 「Sustinable Love」（作曲・編曲）　アルバム「Urban Score」収録
- 佐咲紗花
  - 「流星ボイス」（作曲・編曲）シングル「Starting Again」収録
  - 「Ordinary Day…」（作曲・編曲）シングル「Reason why XXX」収録
  - 「NEO-DIMENSION」（作曲・編曲）シングル「Junction heart」収録
- 沢樹マイカ
  - 「Shining Star」（作曲）　シングルA面
- 3人娘Z（田中あいみ、舞乃空、梅谷心愛）
  - 「イマサラ」（作曲・編曲）　1stシングル
- Jewel
  - 「アシタノアタシ」（作曲・編曲）シングル「前へ」収録
- JUJU
  - 「Take Me Higher」（作曲）アルバム「JUJU」収録
- John-Hoon
  - 「君のそばで」（作曲）シングル「Rainy Flash」収録
  - 「DEAREST」（作曲）アルバム「待」収録
- 私立恵比寿中学
  - 「スウィーテスト・多忙。」（作曲） シングル「でかどんでん」収録
- 鈴村健一
  - 「Chappy」（作曲・編曲） 　ミニアルバム「互」収録
  - さあ見栄張りましょう（作曲・編曲）アルバム「VESSEL」収録
- 住岡梨奈
  - 「Pray For You」（作曲）シングル「Large & Small GIFT」収録
- SE7EN
  - 「Love Mystery」（作曲）アルバム「Dangerman」収録
- Da-iCE
  - 「ぼくのキセキ」（作曲・編曲）アルバム「EVERY SEASON」（初回フラッシュプライス盤 Da-iCE Ver(CD) 収録
- たっち、しよっ！～Love Application～
  - ねえ…／下田麻美（作曲・編曲）アルバム「たっち、しよっ！～Love Application～ボーカルコレクション」収録
- 田原俊彦
  - 「愛をMOTTO」（作曲）ミニアルバム「♥'MOTTO MS005」収録
- SS501
  - 「Alice」（作曲）シングル「Kokoro」収録
- Trignal
  - 「SunnyShinyDays」（作曲・編曲）アルバム「so funny」収録
- 中森明菜
  - 「鼓動」（作曲）アルバム「DESTINATION」収録
- 中山優馬
  - 「Squall」（作曲・編曲）
    - デジタルシングル「Squall」
    - ベストアルバム「THE BEST and BEYOND」収録
    - ドラマ「高良くんと天城くん」ED主題歌
- 22/7
  - 「最後のピアノ」（作曲・編曲）  シングル「神様だって決められない」収録
- NEWS
  - 「Forever」（作曲）  アルバム「color」収録
- 野井洋児
  - メビウスの切れ目（feat. 平井佑果）
    - サブスクリプションアルバム「『みんなのうた』プロジェクト」収録

  - Skybird（feat. 平井佑果）
    - サブスクリプションアルバム「『みんなのうた』プロジェクト」収録

  - freedom（feat. to_Moe）
    - サブスクリプションアルバム「『みんなのうた』プロジェクト」収録

  - 優しいうた（feat. to_Moe）
    - サブスクリプションアルバム「『みんなのうた』プロジェクト」収録・シングル

  - PEACE WORLD（feat. maru）
    - サブスクリプションアルバム「『みんなのうた』プロジェクト」収録

  - 白い包帯（feat. ELICA）
    - サブスクリプションアルバム「『みんなのうた』プロジェクト」収録

  - ヒマワリじゃなくてもいいんだよ（feat. maru）
    - サブスクリプションアルバム「『みんなのうた』プロジェクト」収録

  - 月鏡忘れ唄（feat.平井佑果）
    - サブスクリプションアルバム「『みんなのうた』プロジェクト」収録

  - 夢の痛み　Take a chance on me（feat. ELICA）
    - サブスクリプションアルバム「『みんなのうた』プロジェクト」収録

  - EL DORADO（feat.中山 恭子）
    - サブスクリプションアルバム「『みんなのうた』プロジェクト」収録

  - Unicorn Dream
    - サブスクリプションシングル

  - 早春の陽だまり（Early spring sun）
    - サブスクリプションシングル

  - Final Smile
    - サブスクリプションシングル

  - 恋（Secret Love）
    - サブスクリプションアルバム「『寝落ち』と『癒し』のためのピアノ作品集」収録

  - 日向（Hinata）
    - サブスクリプションアルバム「『寝落ち』と『癒し』のためのピアノ作品集」収録

  - 学校（After School）
    - サブスクリプションアルバム「『寝落ち』と『癒し』のためのピアノ作品集」収録

  - 明日の憂鬱（Worried About Tomorrow）
    - サブスクリプションアルバム「『寝落ち』と『癒し』のためのピアノ作品集」収録

  - 希望（Wish）
    - サブスクリプションアルバム「『寝落ち』と『癒し』のためのピアノ作品集」収録

  - 雨に君を想ふ（Rainy Days and You）
    - サブスクリプションアルバム「『寝落ち』と『癒し』のためのピアノ作品集」収録

  - 雲とおひさま（Clouds and Sun）
    - サブスクリプションアルバム「『寝落ち』と『癒し』のためのピアノ作品集」収録

  - 旅立ち（Departure）
    - サブスクリプションアルバム「『寝落ち』と『癒し』のためのピアノ作品集」収録

  - 明日はおけいこ（Tomorrow Lesson）
    - サブスクリプションアルバム「『寝落ち』と『癒し』のためのピアノ作品集」収録

  - やすらぎ（Peace）
    - サブスクリプションアルバム「『寝落ち』と『癒し』のためのピアノ作品集」収録
- ≠ME
  - 「ポニーテール キュルン」（作曲）
    - アルバム「超特急 ≠ME行き」収録
- のんのんびより
  - ほんわかハミング／村川梨衣（作曲・編曲）
    - アルバム「のんのんびより きゃらくたーそんぐ べすと なのん!」収録

  - のんのん姉妹／佐倉綾音 & 阿澄佳奈（作曲・編曲）
    - アルバム「のんのんびより きゃらくたーそんぐ べすと なのん!」収録

  - 夏色の風景／阿澄佳奈　（作曲・編曲）
    - アルバム「のんのんびより きゃらくたーそんぐ べすと なのん!」収録

  - ハッピー・パレード／佐倉綾音（作曲・編曲）
    - アルバム「のんのんびより きゃらくたーそんぐ べすと なのん!」収録

  - ピカピカなのん／小岩井ことり（作曲・編曲）
    - アルバム「のんのんびより きゃらくたーそんぐ べすと なのん!」収録

  - いっしょに帰ろう／小岩井ことり & 村川梨衣（作曲・編曲）
    - アルバム「のんのんびより きゃらくたーそんぐ べすと なのん!」収録
- Purpure☆N.E.O
  - 可憐華（作曲・編曲）
    - シングル「可憐華 KA・REN・KA / START」収録　シングルA面

  - 月光～TSUKIHIKARI～（作曲・編曲）
    - シングル「月光～TSUKIHIKARI～/WING☆～遥か彼方へ～/START☆」収録
    - シングルトリプルA面

  - Tomorrow is another day ～輝くステージへ～（作曲・編曲）
    - シングル「Tomorrow is another day ～輝くステージへ～」収録
    - シングルトリプルA面

  - 夢が生まれてく この場所へ（作曲・編曲）
    - シングル「Tomorrow is another day ～輝くステージへ～」収録
    - シングルトリプルA面

  - TOP CHALLENGER （作曲・編曲）
    - シングル「TOP CHALLENGER」収録　シングルA面

  - パラノイア×エスケープ（作曲・編曲） 
    - シングル「TOP CHALLENGER」収録

  - 儚色～恋歌～（作曲）
  - 絶対未来宣言（作曲）
- 浜崎あゆみ
  - 「1LOVE」（作曲）アルバム「Secret」収録
- 春奈るな
  - 「みんな絶対キミが好き」（作曲・編曲）アルバム「Candy Lips!」収録
- ひなた
  - 「君と夜に浮かぶ」（編曲）「ヨムオト」プロジェクト #13　池田ルイ　ベランダ越しに恋してる（「もう隣にはいないくせに前より愛しくて仕方ないなんて、ずるいんだ」（KADOKAWA）より）
- 日向坂46
  - 「Footsteps」（作曲・編曲）シングル「キュン」収録
- V6
  - 「sing!」（20th Century）（作曲）　シングル「only dreaming/Catch」初回限定MUSIC盤収録、DVD「戸惑いの惑星」初回限定盤特典CD収録
- フィロソフィーのダンス
  - 「ダブル・スタンダード」（作曲・編曲）シングルA面、アニメ「魔法科高校の優等生」ED曲
  - 「Angels & Venus」（作曲・編曲）シングル「恋のシャバドゥビドゥ」収録
- 藤木直人
  - 「LOOP」（作曲）アルバム「∞ Octave」収録
- Free!
  - Beautiful Impressions／平川大輔（作曲・編曲）
    - シングル「『Free!-Eternal Summer-』キャラクターソング Vol.5 竜ヶ崎 怜 (CV.平川大輔) 」収録
- フレッシュエンジェルズ
  - 「希望(ひかり)」（作曲）「DREAMIN’ / 希望(ひかり) 」収録
- Baby Boo
  - 「Now&Forever」（作曲）ミニアルバム「BABY AND BEAST」収録
  - 「fairyland」（作曲）ミニアルバム「BEAUTY AND BOO」収録
- BoA
  - 「七色の明日～brand new beat～」（作曲）シングルダブルA面
- WHITE SCORPION
  - 「心が目を閉じる」（作曲）ミニアルバム「Caution」収録
- マオ from SID
  - 星（作曲）　ソロデビューシングル「月／星」収録シングルダブルA面
  - マニキュア（作曲）アルバム「Maison　de　M」収録
  - サヨナララスト（作曲）アルバム「Maison　de　M」収録
- mink
  - Starry Night（作曲）ミニアルバム「mink Ⅱ ～endless love～」収録
- 村上佳佑
  - 僕らの明日（作曲）ミニアルバム「Upstairs」収録
- 山本淳一
  - 希望のヒカリ（編曲）アルバム「山本淳一」収録
  - ぼくらの歌（作曲・編曲）アルバム「山本淳一」収録
  - ぼくらの永遠（作曲・編曲）アルバム「山本淳一」収録
  - Re:（編曲）アルバム「山本淳一」収録
- RAG FAIR
  - Do it!（作曲）シングル「降りそうな幾億の星の夜」収録
- La PomPon
  - ふれんず（作曲・編曲）シングル「Feel fine! / Mr.Lonely Boy」収録
- Leah Dizon
  - 「Softly」（作曲・編曲）タイトルチューン
- Little Glee Monster
  - 「空は見ている」（作曲・編曲）デビューシングル「放課後ハイファイブ」収録

## 劇伴、ライブアレンジ
- 新日本石油（現 ENEOS グローブ株式会社）と各特約店のイベント用テーマソング 「BlueFlame」（作詞・作曲・編曲）
- 「北斗の拳」キャラクター、ラオウ葬儀 「昇魂式」 音楽制作担当
- スターブレインズ インターナショナルスクール　校歌 「Star Brains」（作曲・編曲）
- テレビ東京系番組「ウタドキッ!～ポップクラシックス～」音楽制作担当
- 欅坂46 夏の全国アリーナツアー2018 「夜明けの孤独 / 平手友梨奈」ライブ弾き語り用ピアノアレンジ　（2018）
- 欅坂46 二期生「おもてなし会」　　「制服と太陽」ライブ合奏用ピアノアレンジ、演奏指導　（2019）

## 演奏
- 西村麻聡　2003年クリスマスコンサート（ピアニストとして参加）

## 講師
- 東京スクールオブミュージック（TSM）